# GCC Printers
Pour l'entreprise fondatrice exerçant dans le domaine du jeu vidéo, voir General Computer.
GCC Printers est une entreprise américaine créée en 1981 sous l’appellation General Computer Corporation (GCC), créée par Doug Macrae, John Tylko et Kevin Curran qui exerçait son activité dans le domaine du jeu vidéo. Aujourd'hui, appelée GCC Printers exerce son activité dans le domaine de l'imprimante pour ordinateur.

## Description
GCC abandonne rapidement le secteur de l'industrie vidéoludique au moment du krach du jeu vidéo de 1983 et se reconvertit dans les périphériques pour ordinateur en 1984.
En 1984, l'entreprise change de secteur d'activité pour fabriquer de périphériques pour ordinateurs Macintosh : l'HyperDrive (premier disque de dur interne du Mac), l'imprimante à jet d'encre grand format WideWriter 360, et la Personal Laser Printer (la première imprimante laser QuickDraw). Depuis, l'entreprise se concentre exclusivement sur les imprimantes laser.